# Szkoła Podstawowa im. gen. Antoniego Chruściela ps. "Monter" w Gniewczynie Łańcuckiej
Szkoła Podstawowa im. gen. Antoniego Chruściela ps. "Monter" w Gniewczynie Łańcuckiej – szkoła o charakterze podstawowym w Gniewczynie Łańcuckiej.

## Historia
Początki szkolnictwa w Gniewczynie są datowane na 1636 rok, kiedy to powstała szkoła parafialna. Zadaniem szkół parafialnych była wstępna nauka czytania i pisania. Wzmianki o szkolnictwie w Schematyzmach Diecezji Przemyskiej) zaczynają się w 1810 roku, gdzie jako nauczyciele są wymieniani: ks. Antoni Kilian (1810–1838) i organista adjutor Jan Skwarczyński (1810) i ks. Feliks Dzidowski (1839–1855).
W 1867 roku powstała szkoła trywialna 1-klasowa (państwowa – powołana przez radę szkolną) i szkoła 1-klasowa (powołana dekretem biskupim). Pierwszym nauczycielem szkoły trywialnej został Alfred Rewakowicz. Szkoły trywialne w Galicji były na wsiach tylko męskie, a w miastach męskie i żeńskie, a od 1890 roku szkoły na wsiach były już mieszane (koedukacyjne). 
Od 1897 roku szkoła była już 2-klasowa, a od 1894 roku szkoła posiadała nauczycieli pomocniczych, którymi byli: Maria Peszkowska (1894–1909), Ksawera Dietz (1899–1901), Jadwiga Mąceńska (1904–1906), Paulina Gaczkowa (1906-1908), Stanisława Gądelowska (1908–1909), Izabela Reymanówna (1908–1910), Władysław Żółkoś (1909–1911), Zofia Witkowska (1909–1911), Jan Leńczyk (1910–1912), Honorata Nitkówna (1911–1912), Honorata z Nitków Nawojska (1912–1914?), Marian Nawojski (1912–1914?), Józef Łańcucki (1912–1913), Aniela Maternówna (1913–1914?). 
Od 1912 roku szkoła była 2-klasowa z programem szkoły 4-klasowej, a od 1924 roku była już 4-klasowa. Od 1927 roku była 6-klasowa, a od 1930 roku była 7-klasowa. W 1966 roku była ogólnopolska zmiana szkół na 8-klasowe. 7 maja 1989 roku szkole nadano imię gen. Antoniego Chruściela ps. „Monter”. W 1999 roku zgodnie z programem czterech reform, wprowadzono reformę oświaty dokonując zmiany na 6-letnie szkoły podstawowe i 3-letnie gimnazja. Od 2004 roku w Gniewczynie Łańcuckiej jest utworzony Zespół Szkół. 7 maja 2007 roku również gimnazjum otrzymało imię gen. Antoniego Chruściela ps. „Monter”. W 2017 roku wskutek kolejnej reformy oświaty przywrócono 8-letnią szkołę podstawową.
Kierownicy i dyrektorzy szkoły
1856–1866. Franciszek Jodłowski (organista)
1867–1877. Alfred Rewakowicz.
1877–1878. Jan Kochman.
1878–1879. Ludwik Śmiałowski.
1879–1887. Jan Zawadzki.
1887–1893. Ignacy Kamprat.
1893–1894. Jan Marek.
1894–1929. Julia Peszkowska.
1929–1930. Bogumiła Richter.
1930–1939. Józef Łańcucki.
1939–1942. Teodor Kutynysz.
1942–1944. Jan Zientara.
1944–1948. Kazimierz Bruck.
1948–1965. Jadwiga Gardziel.
1965–1968. Stefan Bielówka.
1968–1976. Władysław Grzebyk.
1976–1985. Zdzisław Kędra.
1985–1999. Łucja Dryś.
1999–2004. Zdzisław Kędra.
2004–2018. Barbara Tytuła.
2018– nadal Jadwiga Gwóźdź.

## Znani absolwenci
- Antoni Chruściel ps. „Monter”
- Feliks Młynarski